# Frontière entre le Dakota du Sud et l'Iowa
La frontière entre le Dakota du Sud et l'Iowa est une frontière intérieure des États-Unis délimitant les territoires du Dakota du Sud à l'est et du Iowa à l'ouest.
Son tracé est d'abord rectiligne avec une orientation nord-sud, qui suit 43° 30' nord depuis son intersection avec le 96° 30' ouest en direction de la rivière Big Sioux qu'elle descend jusqu'à confluence avec la rivière Missouri.

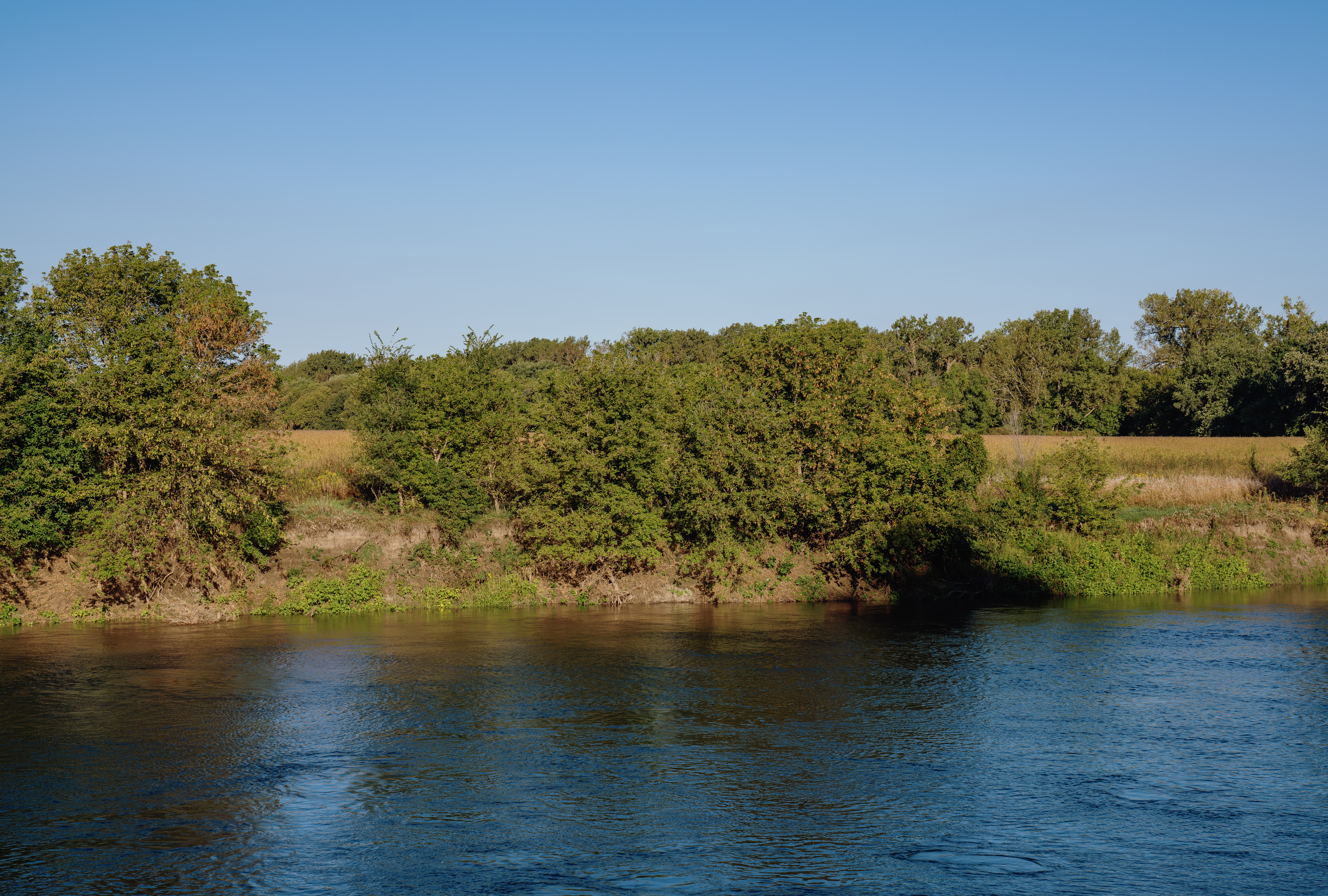
La rivière Big Sioux marque la frontière entre l'Iowa et le Dakota du Sud.